# 哥贝克力石阵
哥貝克力石陣又名為「哥貝克力山丘」（意为“大肚子山丘”）是位於土耳其的一座新石器時代的考古遺址，位於尚勒烏爾法市郊近十公里處。1994年，該遺址由一位庫德族牧羊人所發現，經考古學家鑑定為前陶新石器時代A期，證實有關遺蹟為大約一萬三千年前或至少一萬二千年前被建造，比埃及金字塔還要早八千年出現，是人類至今在地球上發現最早的文明遺蹟之一。2018年，哥貝克力石陣被列入世界遺產。

## 發現

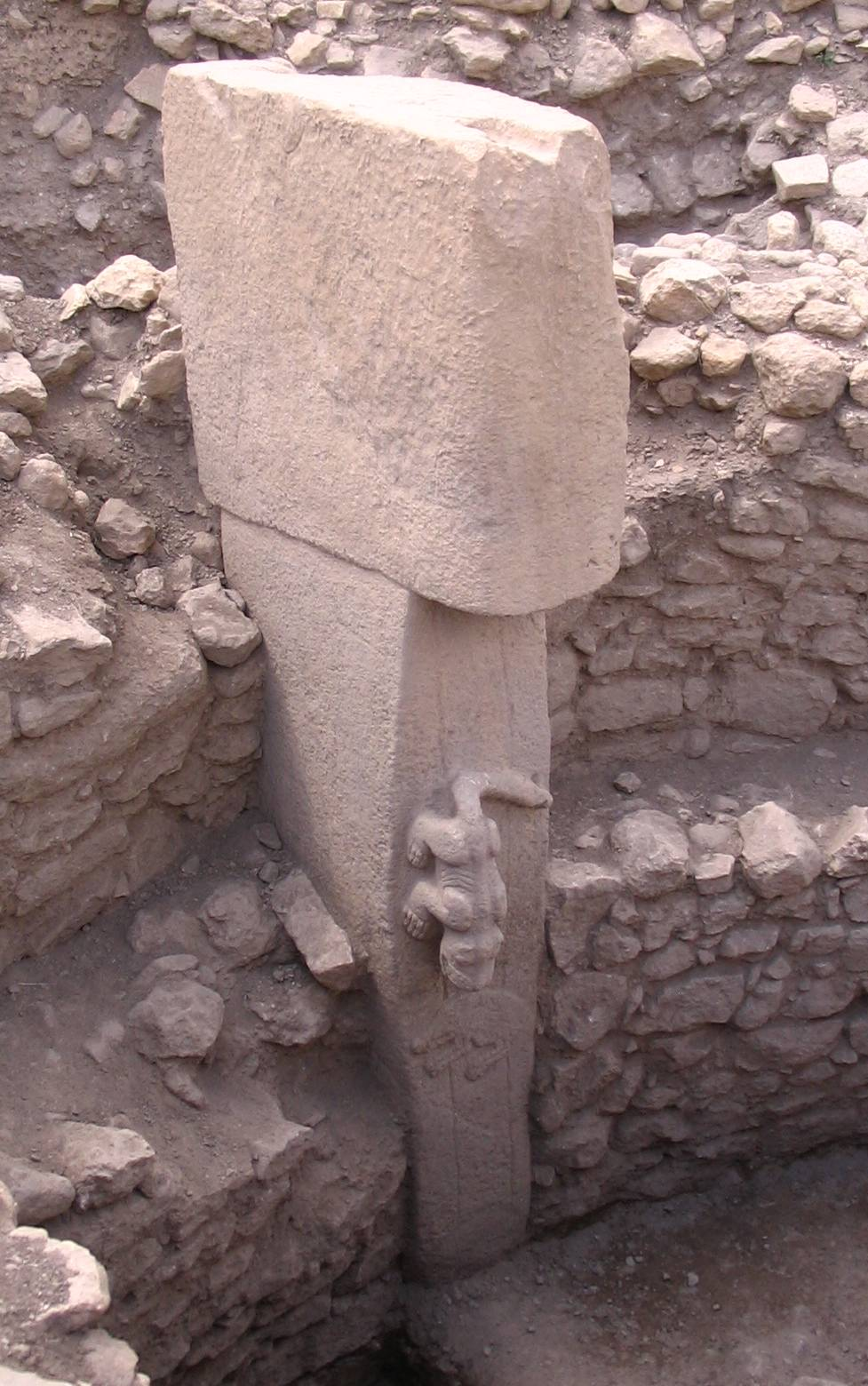
哥貝克力的石陣建于西元前9600年，比胡夫金字塔还早7,000年。

德國考古學會的克勞斯·施密特自1995年对整个山丘约9万平米的面积进行雷达探测，至今已掘出45塊類似的T型巨石，它们距离5至10英尺围成圆圈，预计还会有更多石头出现；地磁调查报告推测还有好几百块直立的石头等待发掘。
形狀的是一些矩形或T字形的巨石，大致像是埃夫伯里石柱群（Avebury）或英国史前时期巨大的石柱群（Stonehenge）的样子。這些直立的石頭上多半雕刻成主要是狩獵時代的野豬、鴨子、長蛇，以及小龍蝦與獅子。

## 考察
1960年，美國芝加哥大學及土耳其伊斯坦堡大學的考古學家是第一批前往哥貝克力丘調查的，他們登上山丘，瞧見某些破裂的石灰石板，便立即推定這兒只不過是個中世紀的廢棄墳地。芝加哥大學及伊斯坦堡大學的考古學家認為，哥貝克力石陣只不過是拜占庭時代前哨部隊活動留下的痕跡、沒多大意思。
1994年，施密特前來本區考察史前遺址後，便一眼斷定這裡一定有人類活動的產物。他意識到，幾千年前曾有數十人甚至數百人聚在此地一起工作過。他認為哥貝克力丘是平緩聚攏的小丘，比四周平地高約十五公尺，一點也不像更遠處的陡峭高原。並且石灰岩板不是拜占庭時代的墓碑，而應該是歷史更加久遠的某樣東西。
翌年，施密特和德國考古研究所、尚勒烏爾法博物館合作，與五位同儕重返哥貝克力丘，率先掘出第一批呈圓形排列的史前巨石。
考察團隊發現在地面以下幾公分的地方，埋沒著多塊雕刻精緻的多根直立石柱形成的圓環，圓環中心為兩塊巨大的T型石柱。

## 史前文明

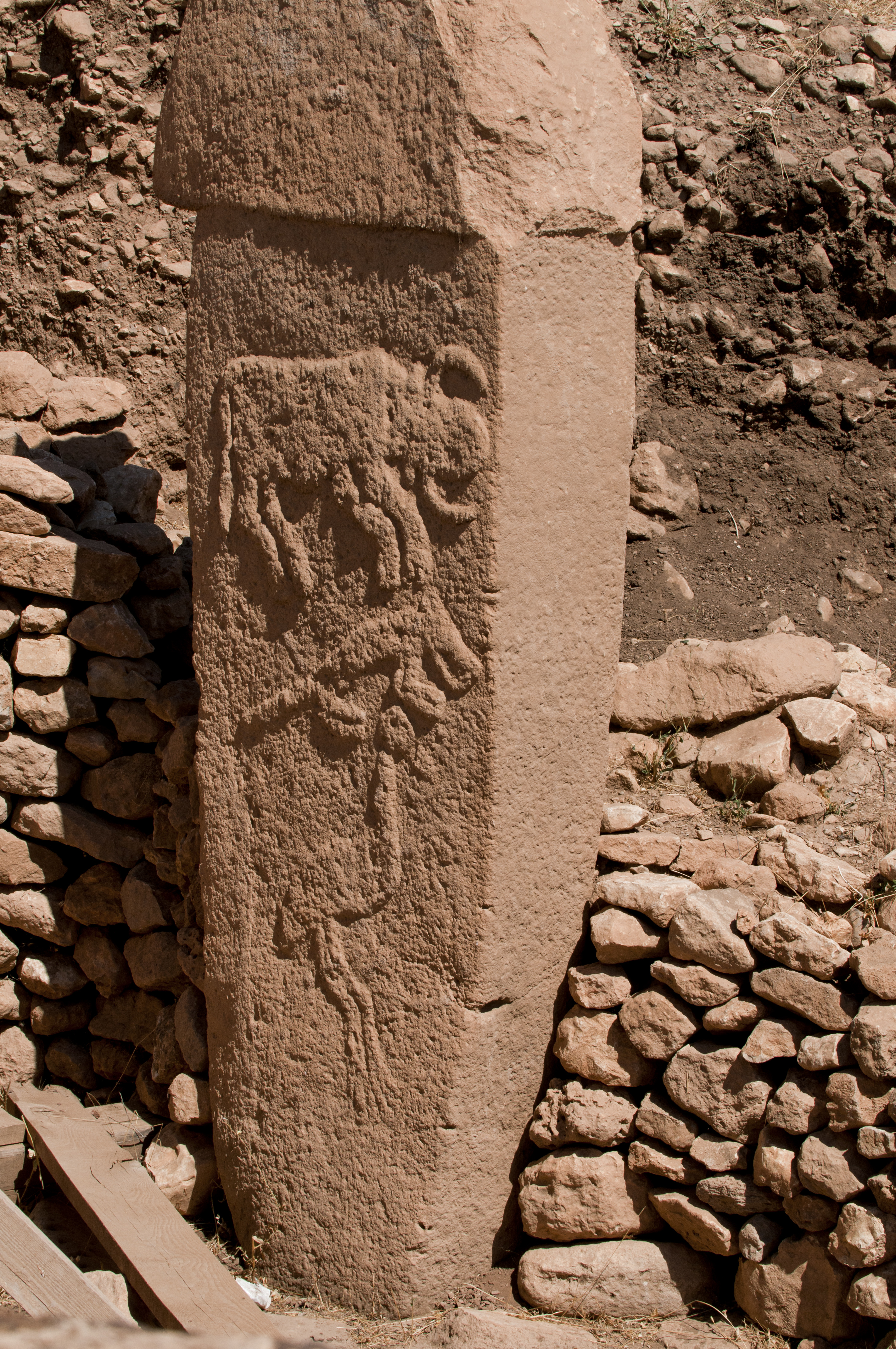
哥贝克力石阵上的石雕。

克勞斯·施密特教授认为哥貝克力石阵比英国巨石阵还要早6000年。出於目前尚未摸清的原因，哥貝克力石陣的圓環似乎逐漸呈衰減趨勢。每隔幾十年，人們就把大的圓環石柱埋起來，用新石塊製造較小的圓環取代。之後，所有圓環都用碎石填滿，人們再在附近造一處全新的。整個遺址大概就這么修了填、填了又再修地過了幾百年。
最早期的圓環最大，在技術和工藝上都最為成熟。隨著時間的推移，柱子越來越小，造型也越來越簡陋，樹立安放的也越不整齊，哥貝克力人們的修築技藝似乎每況愈下。直到公元前8200年，哥貝克力石陣圓環似乎完全陷入停滯，哥貝克力石陣徹底的衰敗，變成比四周平地高約十五公尺的土丘，深深埋于地下，直至庫爾德牧羊人踏上人造山的1994年為止。
哥贝克力石阵的衰退和废弃并不一定表明文明的衰退，也可能是古人的信仰改变。类似的例子有埃及金字塔，宏伟的金字塔大部分建于早王朝时期。到了中王朝和新王朝，法老们不再建造大型金字塔。

## 保育
哥貝克力石陣於2018年被聯合國教科文組織指定為世界遺產，組織承認其傑出的普遍價值是「人造紀念性建築的最初表象之一」。截至2021年，挖掘的遺址不到5%。
該遺址的保護工作在2018年引起了爭議，當時考古學家克勞斯·施密特的遺孀Çiğdem Köksal Schmidt表示，在新人行道施工期間使用混凝土和「重型裝置」造成了損害。 文化和旅遊部回應，沒有使用混凝土，也沒有發生損壞。

## 說法
施密特教授认为要造出这种规模的程度，需要几百人花费至少十几年的时间才能建造出来。这一说法受到很多学者的质疑，认为在1.2万年前人类还处于石器时代，不具备这种建筑能力。
从石阵的建筑特征上和雕刻图案来看，此地像是一种宗教形式或是祭拜用的场所。這些人可能匯聚在一起祈禱，然後發現單靠狩獵無法供给這麼多人食物，所以他們開始在山坡種植牧草；由於宗教信仰大家聚在一起，促使大家開始農耕。
地理環境的確支持這個說法，這個绵延的安那托力亞平原是世界農業的發源地。而且世界上第一批飼養的豬只就是起源於離哥貝克力山丘60哩處，全球的小麥、裸麥、燕麥也都發源於這一帶，這一帶是個魚米牲畜富饒之地。
也有人认为，这里可能就是《圣经》故事中伊甸园的所在地。

## 外部連結
- Deutsches Archäoligisches Institut
- Frequently asked questions about Göbekli Tepe from thefirstpost.co.uk
- Göbekli Tepe – Archaeo Forums
- Göbekli Tepe preservation project summary（页面存档备份，存于） by Global Heritage Fund
- Explore Göbekli Tepe with Google Earth on Global Heritage Network
- A comprehensive site challenging the archaeologist Klaus Schmidt's conclusions.

Articles
- Which came first, monumental building projects or farming? Archaeo News 14 December 2008（页面存档备份，存于）
- The Guardian report 23 April 2008（页面存档备份，存于）